# ニンジャ (ストリーマー)
Ninja（本名: Richard Tyler Blevins リチャード・タイラー・ブレヴィンス、1991年6月5日 ‐ ）は、アメリカ合衆国の動画配信者、慈善家。
2019年にタイム誌の「世界で最も影響力のある100人」に選出された。2022年8月現在、Twitchで最もフォローされている動画配信者であり、1800万人以上のフォロワー、1週間に平均1万人以上の視聴者がいる。

## 来歴
デトロイトでウェールズ系アメリカ人の家庭に産まれた。出生後まもなく家族と一緒にシカゴ郊外へ引っ越した。少年時代はビデオゲームやスポーツに熱中していた。またグレイスレイクセントラルハイスクールでサッカー部に所属しており、とても熱心なゲームプレーヤーであった。卒業後にプロゲーマーになることを決意。プロとしてプロチームやトーナメントに参加して活動し、ゲーム実況の動画配信を始めた。
現地時間(USA)の2018年3月14日、人気ラッパーのドレイクと共にTwitchでフォートナイト実況を配信。ドレイクの影響力によって62万8000人という視聴者数を集め、Twitchの同時視聴者数世界最多記録を更新した。
2019年8月1日から配信拠点をTwitchからMixerに移行した。
2020年9月10日 Mixerが終了に伴いtwitchに出戻りした。

## 出演作品
- フリー・ガイ - (2020)[要出典]

## 受賞歴
| 年   | 授賞式                     | 賞                            | 結果       | 出典   |
| ---- | -------------------------- | ----------------------------- | ---------- | ------ |
| 2018 | ストリーミー賞             | 急成長したクリエイター        | ノミネート | [ 10 ] |
| 2018 | ストリーミー賞             | 今年のクリエイター            | ノミネート | [ 10 ] |
| 2018 | ストリーミー賞             | ゲーミング                    | 受賞       | [ 10 ] |
| 2018 | ストリーミー賞             | ライヴ・ストリーマー          | 受賞       | [ 10 ] |
| 2018 | Eスポーツ・アワード        | 今年のEスポーツパーソナリティ | 受賞       | [ 11 ] |
| 2018 | ザ・ゲームアワード         | 今年のコンテンツクリエイター  | 受賞       | [ 12 ] |
| 2019 | ショーティー・アワード     | 今年のTwitchストリーマー      | 受賞       | [ 13 ] |
| 2019 | ストリーミー賞             | 今年のクリエイター            | ノミネート | [ 14 ] |
| 2019 | ストリーミー賞             | ライヴ・ストリーマー          | 受賞       | [ 14 ] |
| 2020 | キッズ・チョイス・アワード | 好きなゲーマー                | ノミネート | [ 15 ] |